# Carlos Meléndez (piłkarz)
Carlos Eduardo Meléndez Rosales (ur. 8 grudnia 1997 w La Ceiba) – honduraski piłkarz występujący na pozycji środkowego obrońcy, reprezentant Hondurasu, od 2021 roku zawodnik Motagui.
Jest bratem Denisa Meléndeza i Luisa Meléndeza, również piłkarzy.